# Улица Эндла
У́лица Э́ндла (эст. Endla tänav) — улица в районах Кесклинн и Кристийне города Таллина, столицы Эстонии.

## Географическое описание
Проходит через микрорайоны Тынисмяэ, Уус-Мааильм, Кассисаба и Лиллекюла. Начинается  у перекрёстка улиц Тоомпуйестеэ и Тынисмяги, являясь продолжением бульвара Каарли, пересекается с улицами Лыкке, Койду, Вилларди, Суур-Амеэрика, Луйзе, Техника, Мадара, Тулика, Кибувитса, бульваром Сыпрузе, улицами Канникезе, Моони, Коскла, Лилле, Кеэмия, Ваарика, Металли, Минераали и завершается у перекрёстка с Палдиским шоссе и улицей Мустамяэ. От своего начала и до улицы Тулика идёт на юго-запад, затем поворачивает на запад. Сразу после пересечения с улицей Техника проходит под железнодорожным виадуком, единственным на всём её протяжении.
В советское время улица Эндла с 1974 года была границей между Октябрьским и Ленинским районами Таллина. В настоящее время от своего начала и до улицы Лыкке она является границей между микрорайонами Тынисмяэ и Кассисаба, и далее до железной дороги — границей между Кассисаба и Уус-Мааильм.
Улица с интенсивным движением; входит в число основных транспортных артерий Таллина. Через неё можно попасть в районы Мустамяэ и Ыйсмяэ, а затем в города Кейла, Палдиски и в направлении Табасалу–Раннамыйза. 
Протяжённость улицы — 2123 м.

## История и застройка
Улица носит своё нынешнее название с 17 января 1923 года. Ранее она называлась Виттенгофская улица (эст. Vittenhofi tänav, нем. Wittenhofsche Straße) и Малая Виттенгофская улица (нем. Kleine Wittenhofsche Straße), а также улица Виттимыйза (эст. Vittimõisa tänav, Vitti-mõisa tänav)по названию летней мызы Виттенгоф, расположенной на перекрёстке с улицей Мустамяэ и принадлежавшей таллинскому бургомистру Юргену Витте (Jürgen Witte, 1684–1755). Точное время возникновения улицы неизвестно. 

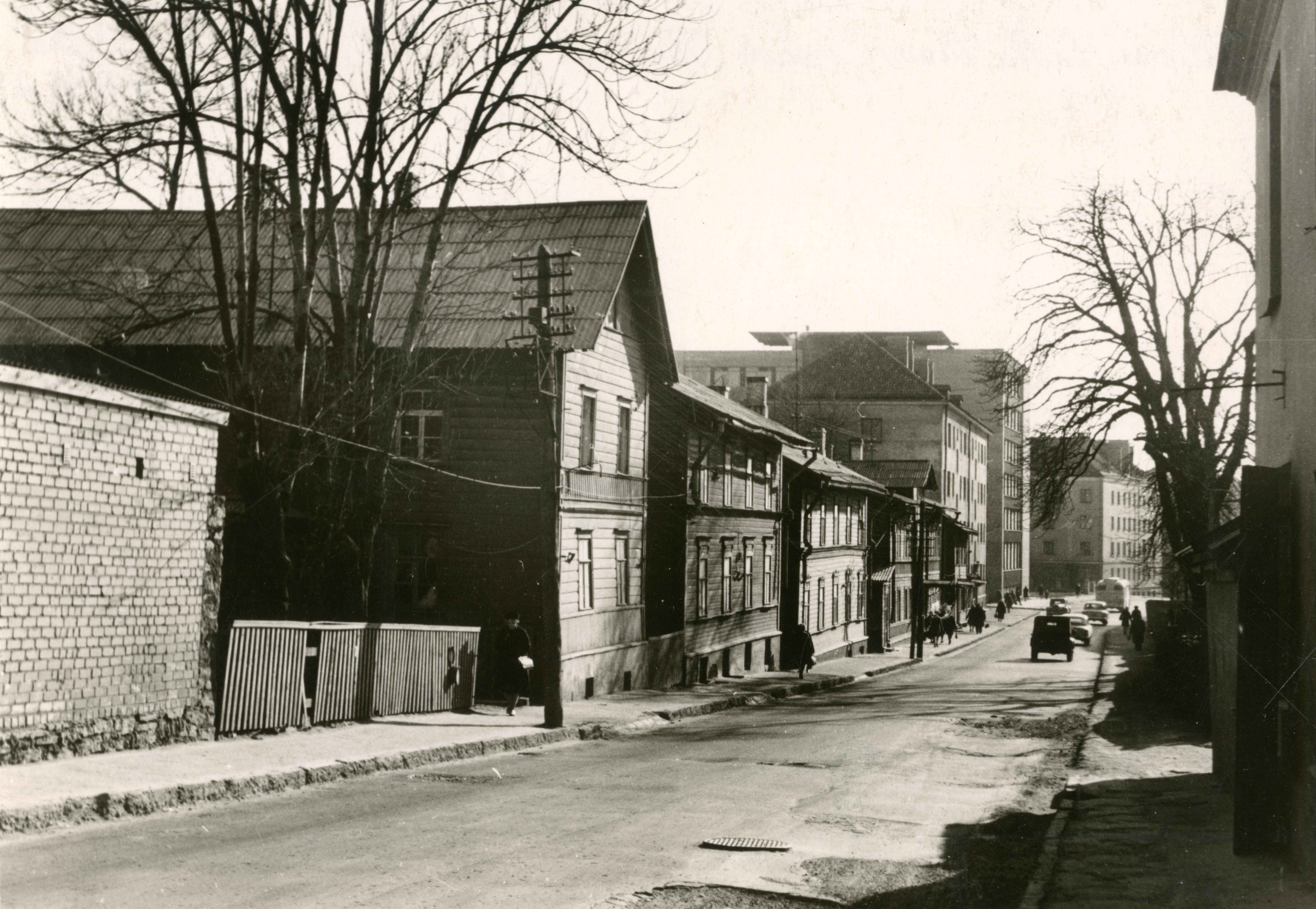
Начало улицы Эндла, 1968 год

Деревянные двухэтажные дома в начале улицы были построены в 1878 году и в начале 1890-х годов.
В ходе мартовской бомбардировки Таллина в 1944 году на улице были полностью разрушены 32 дома, в том числе дома с непарными номерами 13–31. Сохранились деревянные дома с непарными номерами 1–11. Деревянные дома 1 и 3 были снесены в конце 1968 года, дома 5, 7 и 9 — в начале 1980-х годов в связи со строительством Национальной библиотеки. 
В доме номер 9 с 1935 года и до своей смерти в 1963 году жил известный эстонский архитектор Алар Котли. Здание построено в 1928 году по проекту архитектора Карла Бурмана. В советское время в нём располагалась лаборатория криминалистики, в настоящее время оно используется в качестве жилого дома. Внесено в Государственный регистр памятников культуры Эстонии.
В 1950-х годах территория между улицей Эндла и Палдиским шоссе относилась к районам, где велось массовое жилищное строительство.
Дом номер 8, в советское время Клуб строителей, был спроектирован будущим главным архитектором Таллина Дмитрием Брунсом и архитектором Эстер Лийберг (Ester Liiberg). 
Поначалу четырёхэтажный дом номер 13 был построен в 1957 году и недолгое время принадлежал канцелярии ЦК Коммунистической партии Эстонии. В 1958 году его передали Таллинскому жилищному управлению, затем он был достроен до шестиэтажного и с 1995 года использовался отделом гражданства и миграции Департамента полиции Эстонии. 
Четырёхэтажный жилой дом номер 31, построенный в 1957 году, до начала 1990-х годов был общежитием завода «Вольта». Четырёхэтажные жилые дома в конце улицы Эндла (№№ 90, 92, 94) были построены в 1959 году, реновированы в конце 2010-х годов.
Шестиэтажный дом номер 4 был построен в 1970-х годах как общежитие Таллинской морской школы рыбной промышленности.

## Общественный транспорт
По улице курсируют городские автобусы маршрутов № 16, 23, 24, 32, 35, 42, 67 и троллейбус маршрута № 3. Без остановок проезжают экспресс-автобусы маршрутов № 9, 11, 46 и 47.

## Учреждения, предприятия, памятники культуры
- Национальная библиотека Эстонии, здание внесено в Государственный регистр памятников культуры Эстонии[11], Endla tänav 3 / Tõnismägi tänav 2
- Офисное здание, Endla tänav 4
  - Языковая инспекция
  - Таллинское и Харьюмааское бюро Кассы по безработице[эст.]
  - Международный реабилитационный центр “Adeli” для людей с нарушениями опорно-двигательного аппарата, открылся в январе 2004 года 
    - Клуб здоровья “Adeli” (плавательный бассейн, спортзал)
- Таллинское бюро обслуживания Департамента социального страхования[эст.], ранее — бюро обслуживания Пыхьяского центра Налогово-таможенного департамента[эст.], Endla tänav 8
- Департамент защиты прав потребителей и технического надзора, Endla tänav 10A
- Гостиница “Сentennial Hotel Tallinn”, до 2014 года — здание Департамента статистики, Endla tänav 15
- Бизнес-здание “Endla Ärimaja”, Endla tänav 16
  - Офис эстонского интернет-портала по трудоустройству CVKeskus.ee,
- Таллинская школа языков, Endla tänav 22
- Гостиница “Kreutzwald Hotel Tallinn”, Endla tänav 23
- Торговый центр “Kristiine Keskus”, открыт в 1999 году, расширен в 2002 и 2010 году, реконструирован в 2019 году, Endla tänav 45
- Супермаркет “Grossi”[эст.], Endla tänav 53
- Бывшее главное здание летней мызы Цедерхильм, памятник культуры XIX века[12], Endla tänav 61
- Бывшая летняя мыза Виттенгоф, Endla tänav 77

Улица Эндла
Дом 10A
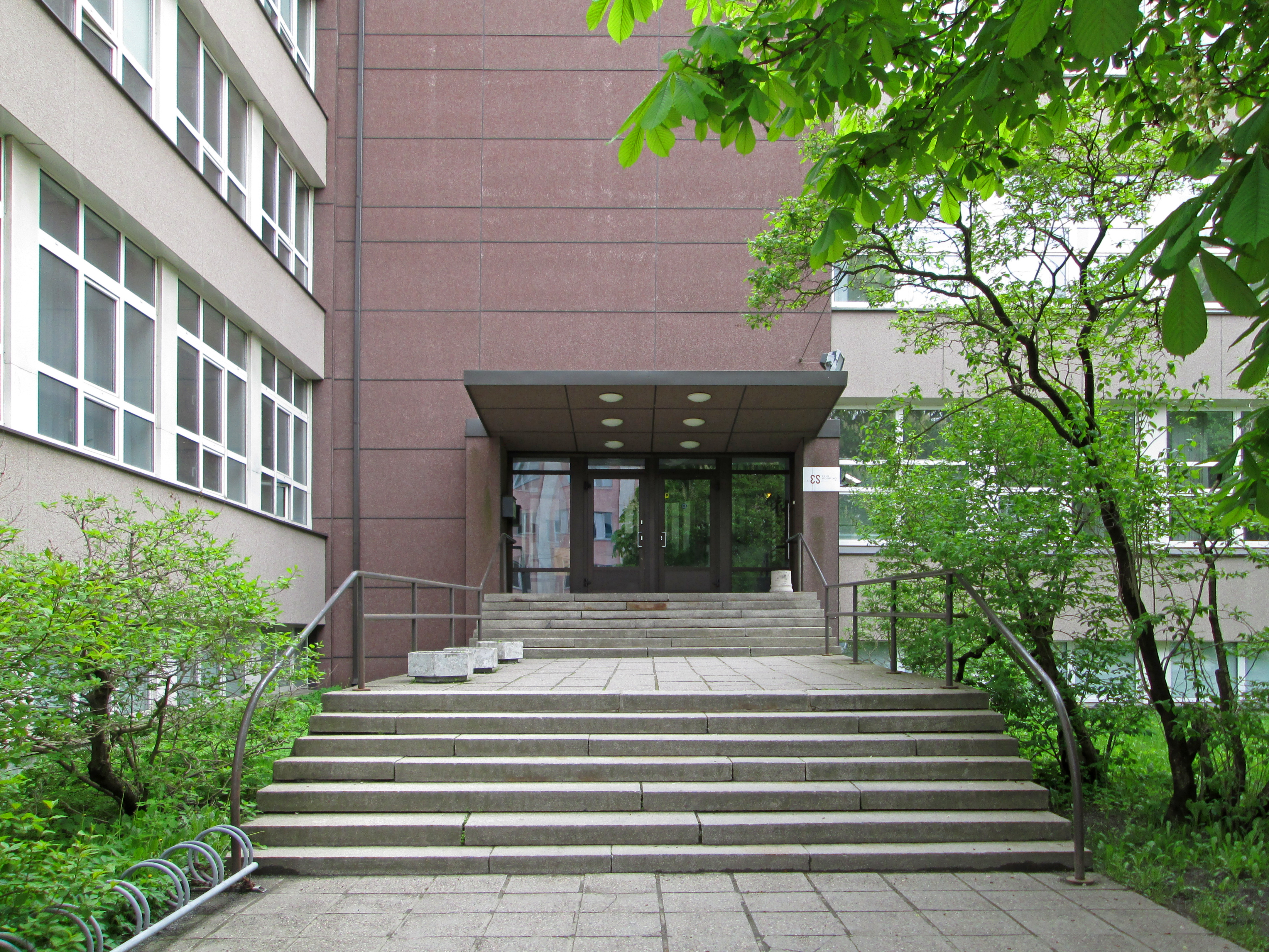
Дом 15 в 2013 году
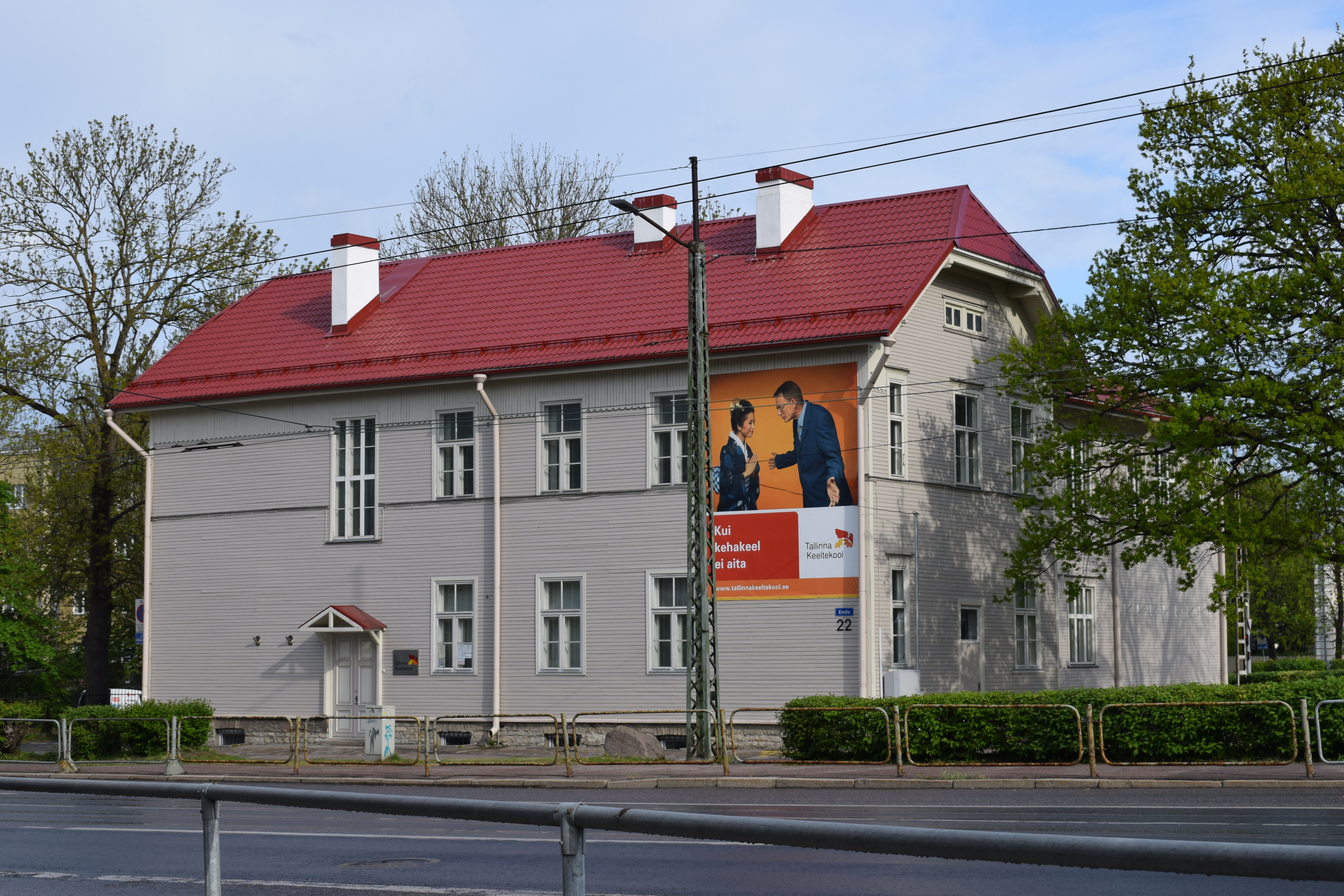
Дом 22, Таллинская школа языков
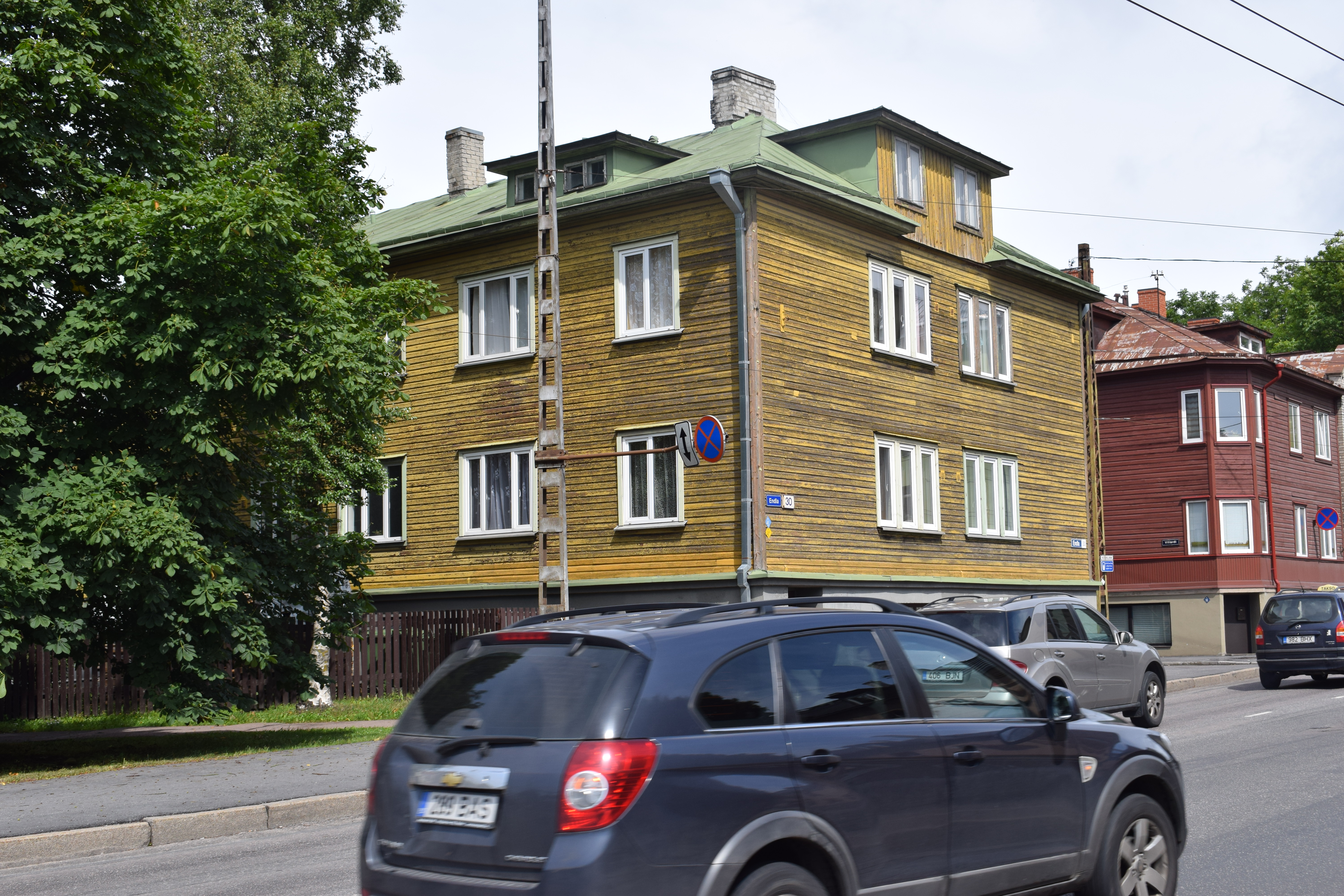
Дом 30
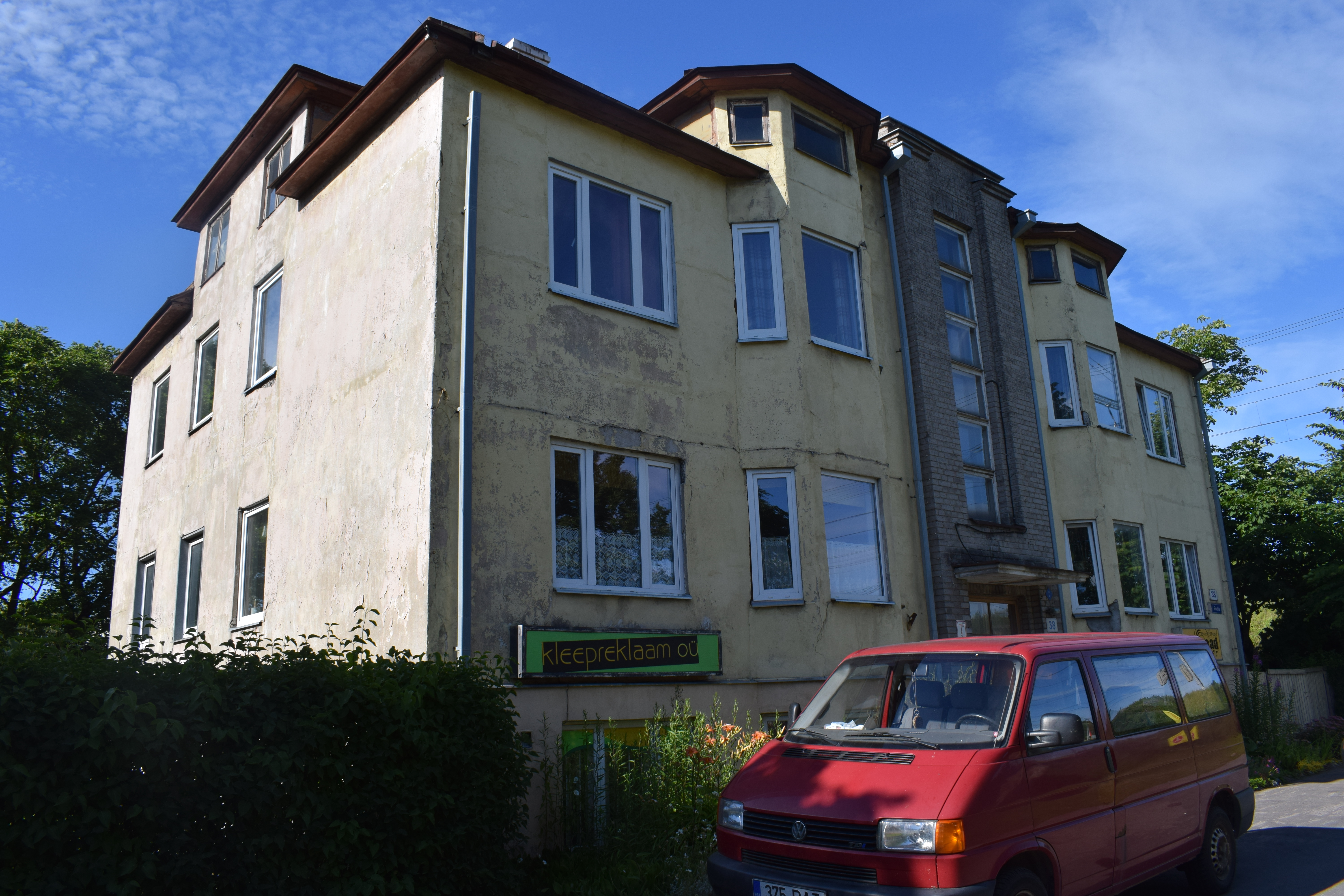
Дом 38
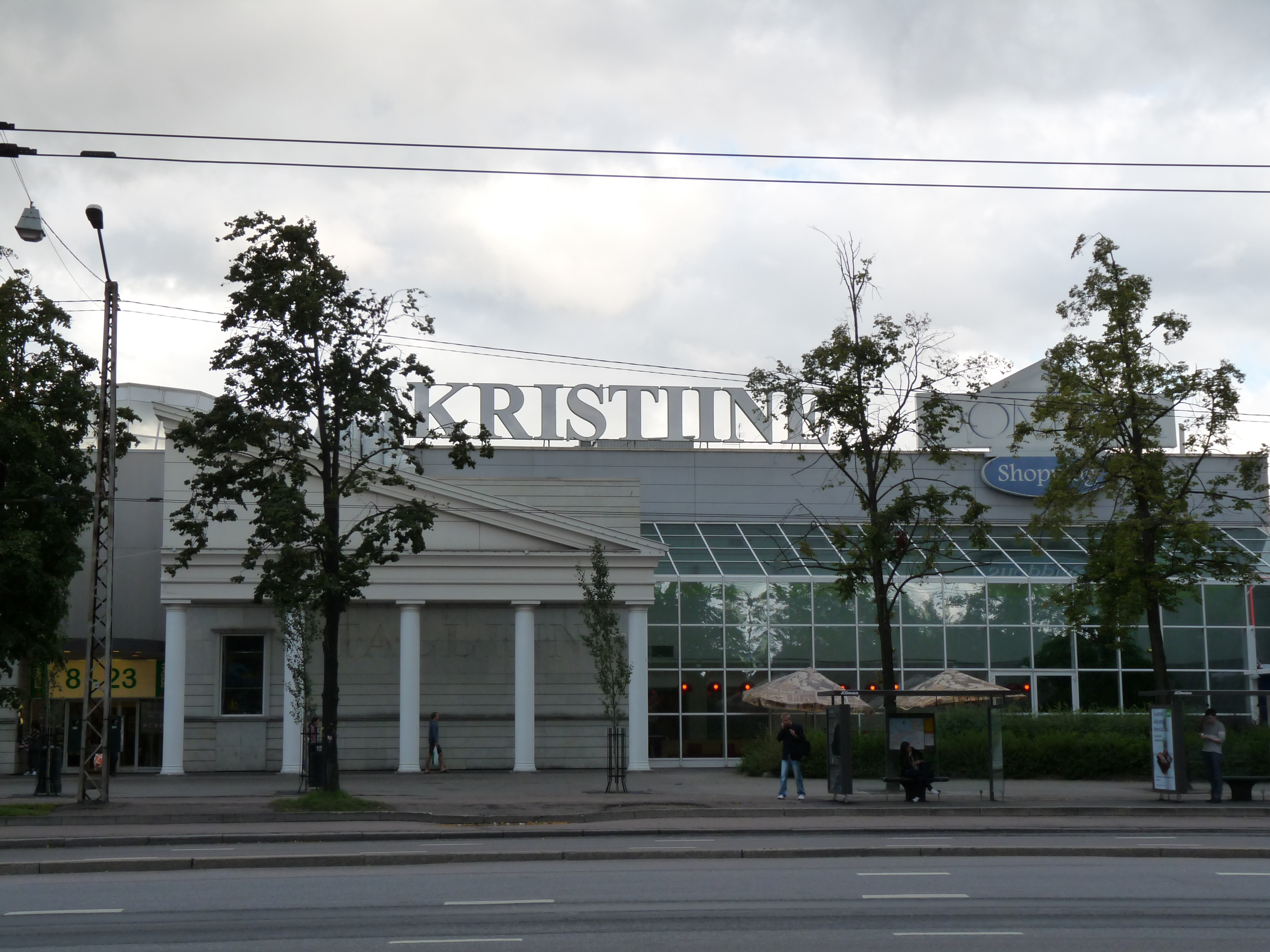
Kristiine Кeskus в 2009 году
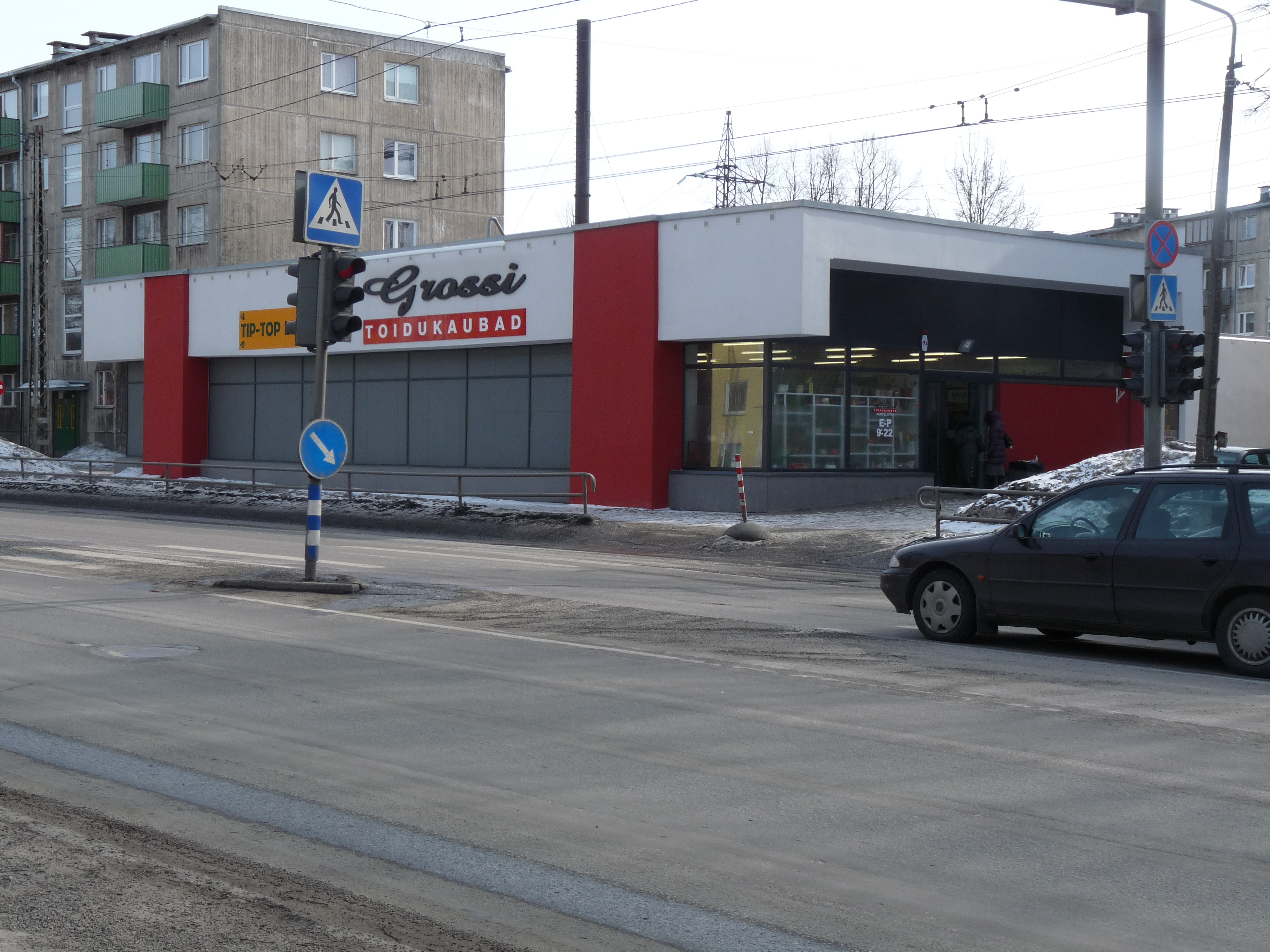
Дом 53, магазин “Grossi”
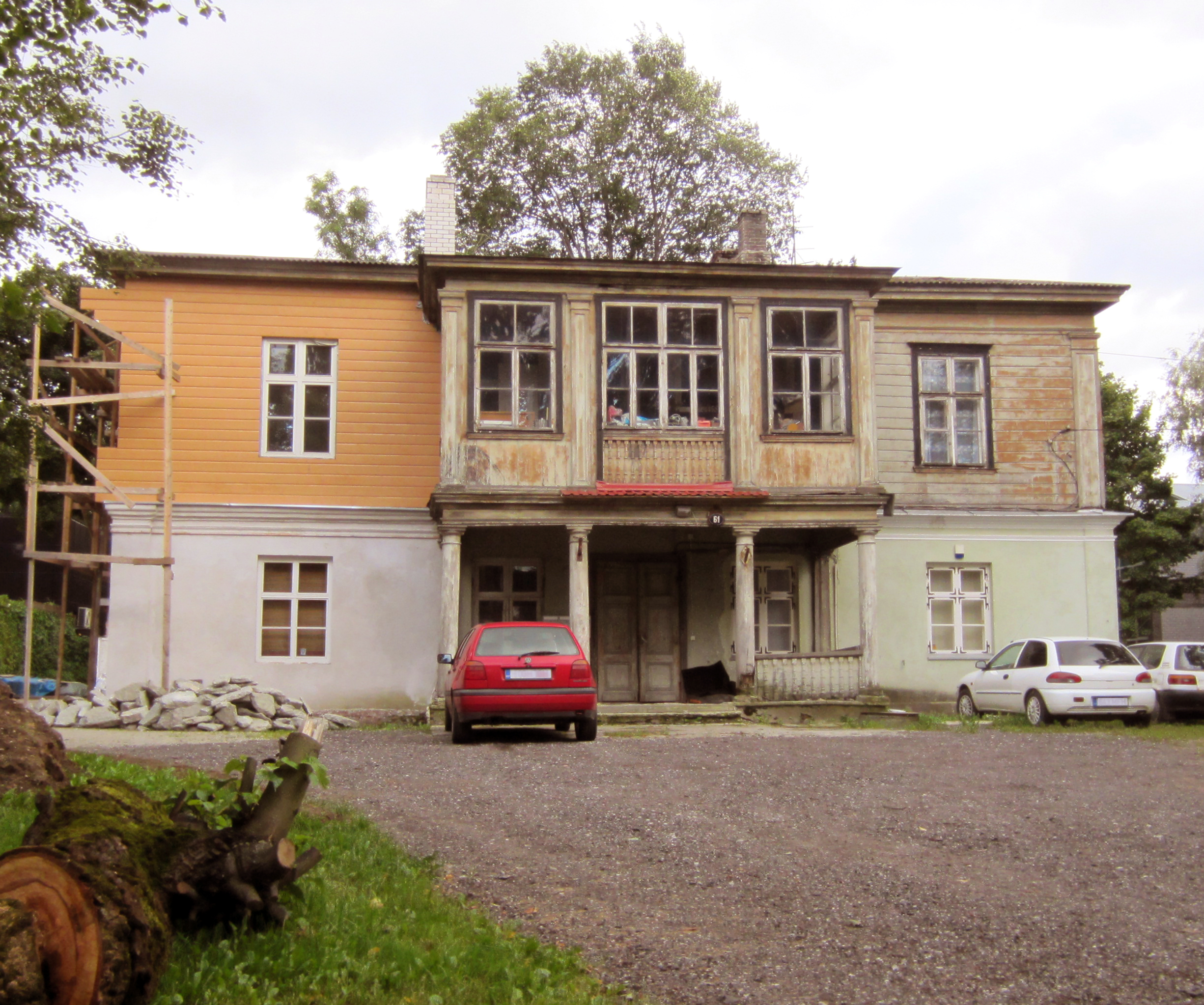
Дом 61 в 2012 году, летняя мыза Цедерхильм
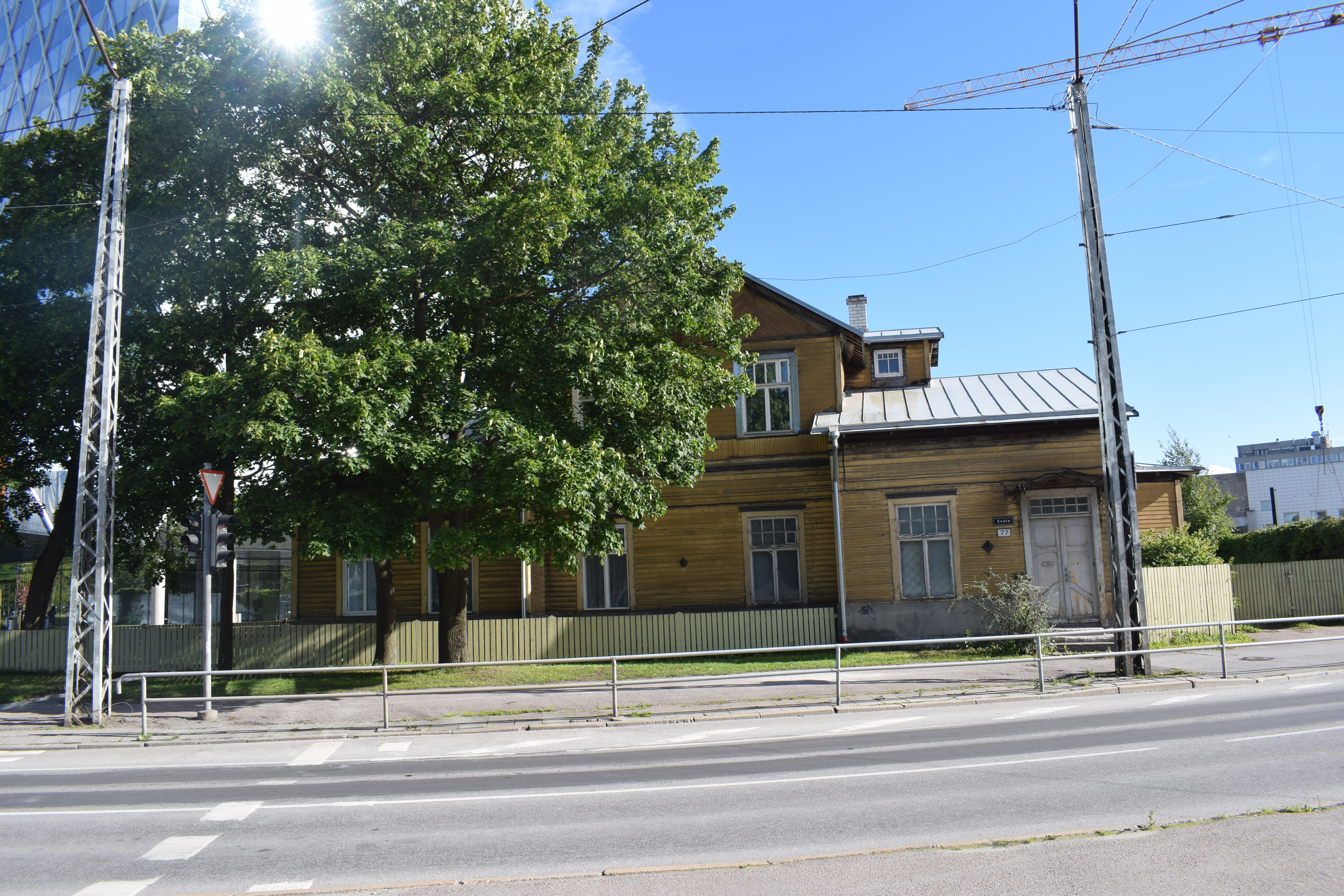
Дом 77 в 2017 году, летняя мыза Виттенгоф
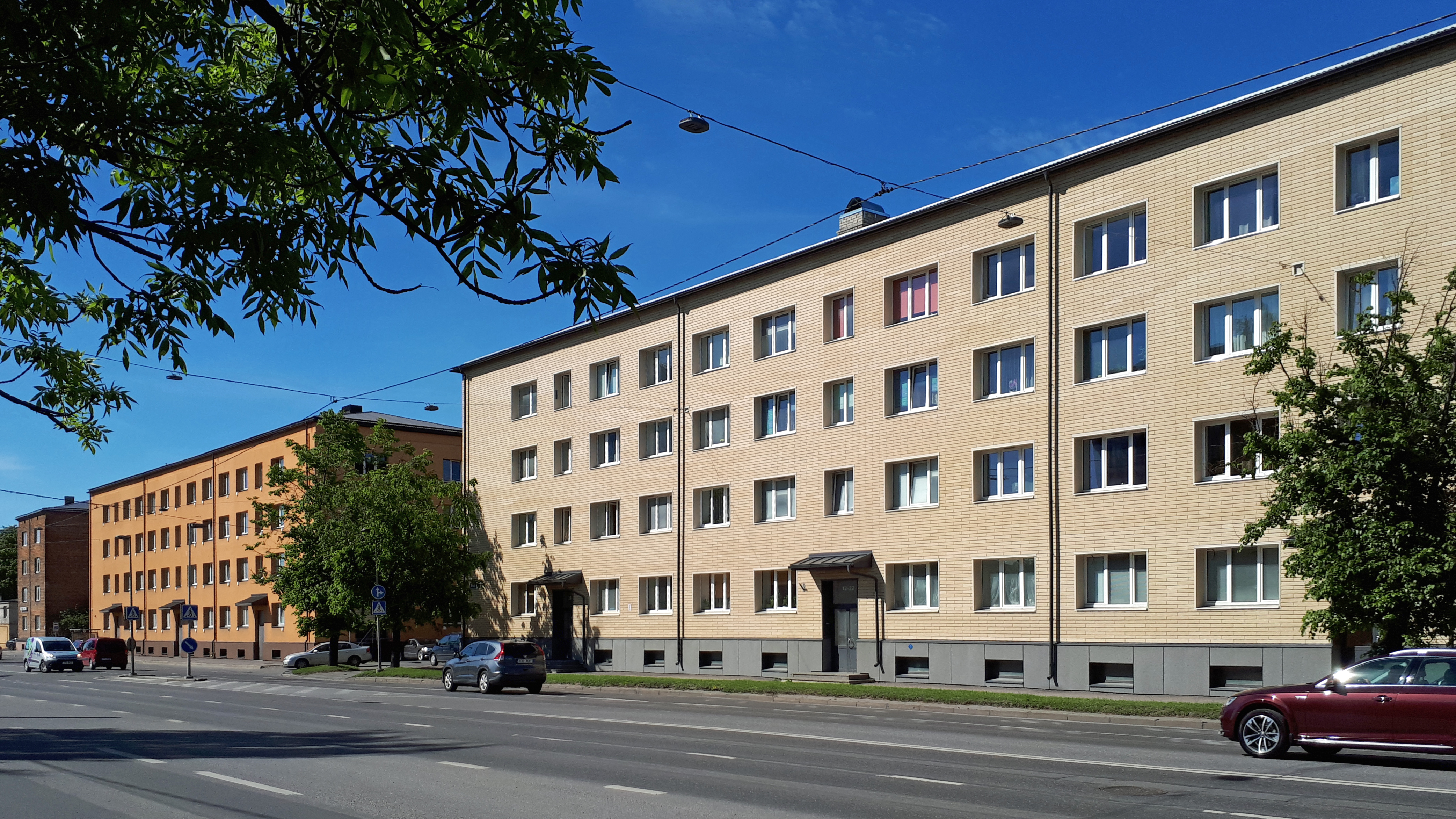
Дома 90, 92, 94 в 2019 году